# محمد مرعشی
محمد بن مرتضی یکی از شاهان مرعشی تبرستان بود که پس از مرگ مرتضی زمام امور را به دست گرفت. در ابتدای حکومت محمد، غیاث‌الدین در زندان وفات یافت. همچنین «سید کمال‌الدین بن قوام‌الدین دوم» حکومت آمل را پس از مرگ پدرش بدست گرفت و با تابعیت از محمد بن مرتضی به حکومت ادامه می‌داد. بهرام روزافزون، به محمد پیشنهاد نمود که حکومت آمل از کمال‌الدین بگیرد و به یکی از پسران خویش اهدا کند و این مقدمه‌ای برای رخدادهایی تازه گشت.
وقتی محمد، کمال‌الدین را به ساری فراخواند، او از سر باز زد و گفت «وجع مفاصل پیدا کرده‌ام و نمی‌توانم آمد و نیز عم من سید مرتضی در بند فتنه است و اغوای مردم آمل می‌کند. چون من از آمل برون آیم، ممکن که مردم آمل او را به مسند حکومت بنشانند.» محمد نیز سید مرتضی را در ساری مقید نمود و آنگاه از کمال‌الدین خواست که به ساری رود. کمال‌الدین نیز در پاسخ گفت:
تا یک تن از اولاد سیدرضی‌الدین در حیات باشد، آملیان راضی نخواهند شد که دیگری در این ولایت حاکم گردد. مناسب آن‌که از سر این خیال فاسد در گذرند و یقین دانند که حیلهٔ بهرام از پیش نخواهد رفت.
سرانجام کمال‌الدین در نبردهایی شکست خورد و به تنکابن (کیاییان گیلان) پناهنده شد و عبدالکریم، پسر ارشد محمد، حکومت آمل بدست گرفت. ولی مخالفت طرفداران کمال‌الدین آغاز شد و آملیان پس از علنی کردن حمایت خود از کمال‌الدین، عبدالکریم بن محمد را از شهر خارج نمودند. سید ظهیرالدین نیز که در گیلان مستقر بود، به همراهی کمال‌الدین شتافت. پیروزی آسان، آملیان را به این فکر انداخت که ساری را نیز از سلطهٔ محمد خارج کنند.
ظهیرالدین خود دربارهٔ این موضوع نوشته‌است:
چون در سنهٔ هشتصد و چهل، کاغذ مردم ساری به حقیر رسید و سید کمال‌الدین به آمل متمکن گشت هم کاغذی بنوشت و از ملک کیومرث هم کاغذی به نام حقیر ستاند و طلب به جد نمود عزم جزم کرده روان گشته آمد.
در نخستین نبردی که سید محمد و «مثلث ملک کیومرث، سید ظهیرالدین و سید کمال‌الدین» انجام دادند، لشکر ساری به سرداری «سید زین‌العابدین حسینی پازواری» از ظهیرالدین مرعشی شکست خورد. سپس سید مرتضی، توسط محمد، در رأس لشکری به سوی سید ظهیرالدین فرستاده شد و او نیز شکست خورد. پس از آن سید محمد یکی از فرزندانش را با هدایایی نزد «امیر هندو»  فرستاد و کمک خواست. امیر هندو با لشکر قومس و جرجان به آمل رفت و در موضع «مرزناک» میان وی و کمال‌الدین جنگی «سهمناک» واقع شد. این نبرد به شکست آملیان انجامید.
پس از این جنگ ظهیرالدین مرعشی برای همیشه مازندران را ترک کرد و تا آخر عمر در خدمت «کیاییان گیلان» بود. کمال‌الدین نیز با «طرح توطئه‌ای»، به حکومت آمل دست یافت و مرتضی را کنار زد. سپس در نامه‌ای از سید محمد عذر تقصیر نمود. در سال ۸۴۹ ه‍.ق، با مرگ کمال‌الدین، سید مرتضی دوباره به حکومت آمل رسید. سرانجام محمد بن مرتضی در سال ۸۵۶ درگذشت و یک ماه پس از مرگ او فرزند ارشدش، عبدالکریم، که جهت کسب آموزش‌های ملک‌داری در «دیوان اعلی» یا در اردوگاه «میرزا جهان شاه بن قرا یوسف» به سر می‌برد به ساری آمد و بر مسند حکومت نشست.